# 총담관낭
총담관낭(Choledochal cysts, bile duct cyst)은 담관의 낭포 확장을 수반하는 선천성 질환이다. 서부 국가에서는 흔하지 않으며 일본과 중국같은 동아시아 국가에서는 드물지 않다.

## 증상
대부분의 환자는 생애 중 5년에 걸쳐 증상이 있다. 성인이 될 때까지 증상을 감지하지 못하는 경우는 드물며 일반적으로 성인들에게는 연관 합병증이 있다. 간헐적인 복통, 황달 등은 소수의 환자에게서만 발견된다.

## 진단

### 유형
1977년 토다니(Todani)가 5가지 유형으로 분류하였다.
- 유형 I
- 유형 II
- 유형 III (총담관류)
- 유형 IVa
- 유형 IVb
- 유형 V
- 유형 VI

## 치료
총담관낭은 담관에 루앵Y연결을 만듦으로써 담관의 외과 절제를 통해 치료된다.